# Robert Ammann
Robert Ammann, né à Boston le 1er octobre 1946 et décédé en mai 1994, est un mathématicien amateur qui a apporté plusieurs contributions significatives et innovantes à la théorie des pavages apériodiques et la modélisation des quasi-cristaux.
Ses travaux les plus remarquables concernent la découverte dans les années 1970 de plusieurs pavages apériodiques et d'une méthode pour paver l'espace avec des rhomboèdres d'or.
Les contributions d'Ammann n'ont été largement reconnues par la communauté scientifique qu'après sa mort, menant à l'attribution posthume de son nom à diverses structures et concepts en mathématiques et cristallographie.

## Biographie
Né à Boston, Robert « Bobby » Ammann, est l'enfant unique d'Esther et August Ammann. Sa famille déménage rapidement à Richland (Washington) en raison du travail de son père, ingénieur sur un projet de centrale nucléaire.
Robert Ammann est décrit par les personnes qui l'ont côtoyé comme surdoué (HPI) en mathématiques et manifestant des traits associés au trouble du spectre de l'autisme.
Dès son plus jeune âge, il est identifié par son entourage comme étant un enfant prodige ; à l'âge de trois ans, ses compétences en géographie lui valent une mention dans un article du journal local. Peu avant ses quatre ans, Bobby arrête brusquement de parler, sans qu'un diagnostic médical ne soit posé. Avec l'aide d'un orthophoniste, il recommence petit à petit à parler, mais il restera toujours lent et distrait. A l'adolescence, il remporte plusieurs concours de mathématiques. Ses résultats scolaires sont assez faibles. Ses résultats aux tests standardisés utilisés pour l'admission à l'université (SAT Reasoning Test) étant presque parfaits, il est invité à postuler pour entrer au MIT et à Harvard. Après les entretiens de sélection, sa candidature ne sera pas retenue. Il s'inscrit à l'Université Brandeis mais n'y suit pas réellement les cours. Trois ans plus tard, il quitte l'université sans diplôme et se réoriente vers l'informatique. Il suit une formation de deux ans en programmation dans une école de commerce.
Robert est engagé comme programmeur/testeur par l'entreprise Honeywell, près de Boston, où Il travaillera pendant une dizaine d'années (avec une « régularité de métronome » selon ses amis et anciens collègues). Son employeur le licencie pour des raisons semble-t-il budgétaires. Les péripéties de son licenciement dureront deux ans. Après une brève période dans une autre entreprise, qui fait rapidement faillite, Robert opte pour la stabilité de la fonction publique en 1987, travaillant comme agent de tri dans un bureau de poste.
Ammann consacre tout son temps libre à sa passion pour les pavages. Il élabore ses pavages en périphérie de la communauté scientifique, fréquemment en précurseur, avant que d'autres ne parviennent à des découvertes similaires de manière indépendante. Malgré son absence de formation formelle avancée en mathématiques, il réussit à poser des questions ouvertes, à proposer de nouvelles idées et à inspirer d'autres chercheurs dans ce domaine. Il correspond activement et/ou rencontre des membres de la communauté scientifique, parmi lesquels Martin Gardner, Branko Grünbaum, Paul Steinhardt, Dov Levine, Joshua Socolar, Nicolaas de Bruijn, Roger Penrose, John Conway, Donald Coxeter, Benoît Mandelbrot.
Robert Ammann décède d'une crise cardiaque en 1994, dans la chambre de motel dans laquelle il vivait depuis 1976.

## Travaux et publications: chronologie
En 1975, Ammann lit une chronique du journaliste scientifique Martin Gardner concernant les travaux récents du mathématicien Roger Penrose. Il y est fait mention de deux pavages apériodiques du plan construits à partir de deux quadrilatères, sans plus de précisions. Il écrit alors à Gardner une lettre lui présentant l'aboutissement de ses propres recherches : un pavage identique à un des pavages de Penrose et un pavage apériodique de l'espace avec des rhomboèdres d'or (parfois nommés en cristallographie rhomboèdres d'Ammann ). Ammann entame ensuite une correspondance active avec de nombreux chercheurs dans le domaine des pavages.

Rhomboèdres d'or s'assemblant pour paver l'espace
Les deux rhomboèdres d'or, l'un aigu (prolat) et l'autre obtus (oblat)
Le triacontaèdre rhombique, assemblage de 20 rhomboèdres d'or (10 oblats et 10 prolats)
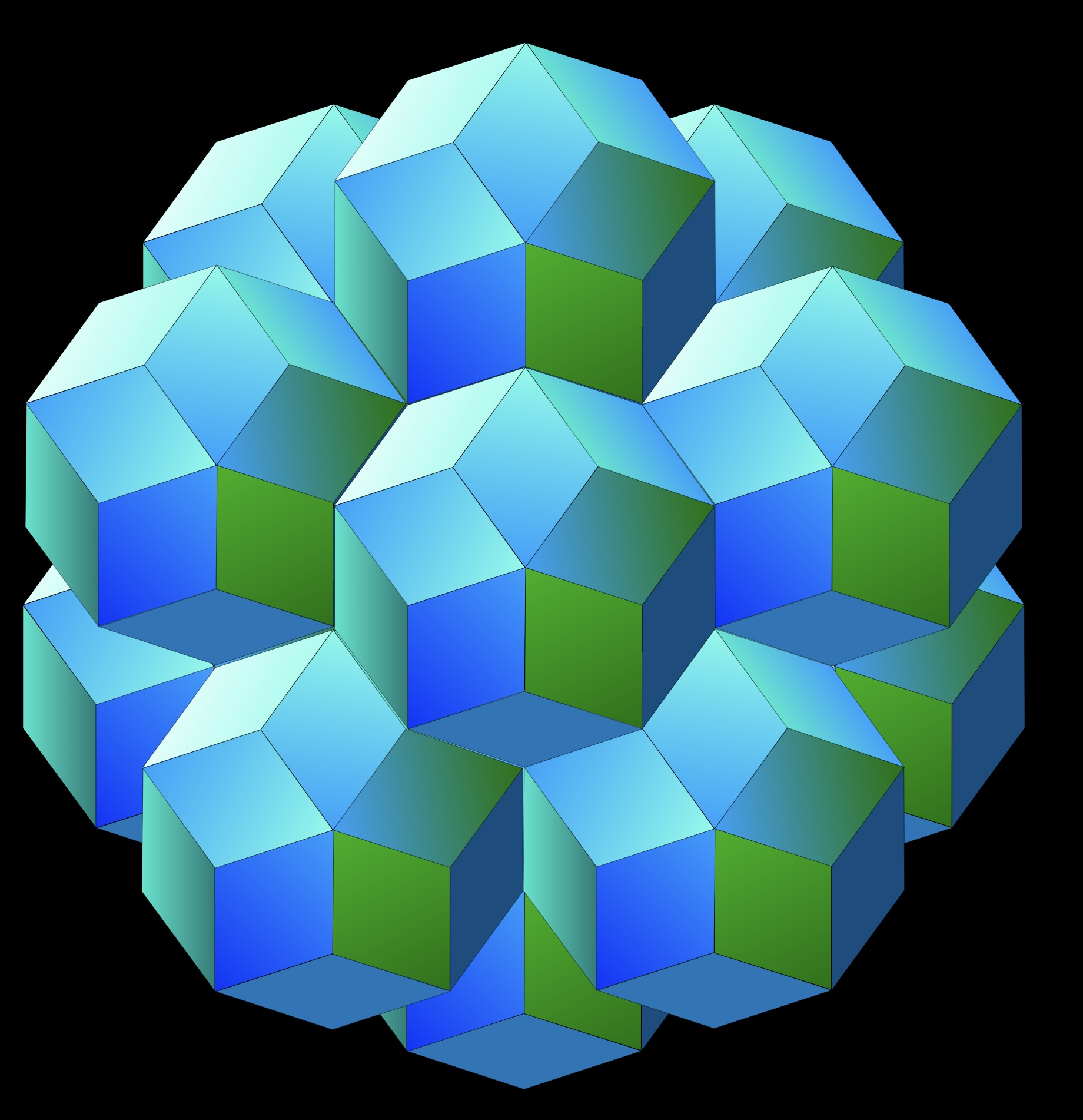
Portion de l'espace pavée de triacontaèdres rhombiques

En 1977, Ammann découvre plusieurs ensembles de tuiles pour créer des pavages apériodiques. Le pavage A5, construit à partir d'un carré et d'un losange, est le plus connu. Pour faciliter leur assemblage, il orne les tuiles de symboles ou de segments de droites, appelées barres d'Ammann , qui servent de repères.

Exemples de prototuiles d'Ammann, ornées de repères
Prototuiles A1
Prototuiles A2
Prototuiles A3
Prototuiles A4
Prototuiles A5

L'alignement des tuiles, guidé par les barres d'Ammann, crée la grille d'Ammann , caractérisée par un réseau de lignes droites dont les espacements forment la suite de Fibonacci.

Grille d'Ammann sur un pavage de Penrose et les deux prototuiles correspondantes, munies des barres d'Ammann servant de guide pour l'assemblage

Sans avoir connaissance des travaux d'Ammann, le mathématicien néerlandais de Bruijn expose en 1981 une méthode de coupe et projection pour construire des pavages de Penrose à partir de cinq familles de lignes parallèles. En 1982, Beenker publie une description similaire pour le cas octogonal, désormais connue sous le nom de pavage d'Ammann-Beenker (en).
En 1984, quand la mise en évidence par Dan Shechtman deux ans plus tôt de quasi-cristaux à symétrie pentagonale est validée par la communauté scientifique, les pavages apériodiques, jusqu'alors perçus comme des mathématiques récréatives, deviennent un sujet de recherche universitaire à part entière. Peter Kramer (physicien) (en) et Roberto Neri développent un modèle mathématique de pavage quasipériodique de l'espace tridimensionnel au moyen des deux rhomboèdres d'or. Ce pavage, équivalent 3D du pavage de Penrose, est désormais appelé pavage d'Ammann-Kramer-Neri  (ou plus simplement AKN).
En 1987, Branko Grünbaum et G.C. Shephard publient avec l'accord d'Ammann, cinq de ses pavages (A1, A2, A3, A4 et A5) dans Tilings and Patterns, un ouvrage qui explore en profondeur la théorie et l'application des motifs de pavage dans les mathématiques et l'art.
En 1991, la mathématicienne Marjorie Sénéchal convainc Ammann d'assister à deux séminaires et d'y donner une conférence : l'une en mars, à l'université de Bielefeld, et l'autre en octobre, organisée par l'American Mathematical Society à Philadelphia lors d'une session spéciale sur les pavages.
En 1992, Grünbaum, Shephard et Ammann publient ensemble un article  prouvant l'apériodicité de quatre des pavages d'Ammann.
En 1999, douze ans après la découverte d'un quasi-cristal à symétrie octogonale , une variante octogonale du pavage d'Ammann-Beenker est introduite en tant que modèle mathématique, illustrant la correspondance entre les structures quasi-cristallines et les configurations de pavage.
L'ajout du nom d'Ammann à ces différents concepts (pavages, barres, grilles) reflète la reconnaissance posthume par la communauté scientifique de ses contributions dans l'étude des pavages apériodiques et des quasi-cristaux .

## Voir également
- Pavage apériodique
- Liste de personnes par nombre d'Erdős